# نيري فيلوسو
نيري فيلوسو (بالإسبانية: Nery Veloso)‏ هو لاعب كرة قدم تشيلي في مركز حراسة المرمى، ولد في 2 مارس 1987 في لوس أنخليس في تشيلي. شارك مع منتخب تشيلي لكرة القدم. أما مع النوادي، فقد لعب مع أوداكس إيتاليانو وكولو-كولو ويونيون إسبانيولا.

## وصلات خارجية
- نيري فيلوسو على موقع قاعدة بيانات كرة القدم.إي يو (الإنجليزية)
- نيري فيلوسو على موقع Soccerway.com (الإنجليزية)
- نيري فيلوسو على موقع عالم كرة القدم.نت (الإنجليزية)
- نيري فيلوسو على موقع AS.com (الإسبانية)